# Duché de Bourbon
Pour les articles homonymes, voir Bourbon et Bourbonnais.
Xe siècle – 1790
Entités précédentes :
- Empire carolingien

Entités suivantes :
- Royaume de France

Le duché de Bourbon, plus communément nommé Bourbonnais, est une région historique et culturelle française située dans le centre du pays.
Cette ancienne province a pour chef-lieu Moulins et son territoire correspond approximativement au département de l'Allier, mais certaines portions se trouvent réparties dans des départements voisins, comme le Puy-de-Dôme (partie des Combrailles et région d'Aigueperse), le Cher (arrondissement de Saint-Amand-Montrond) ou le nord-est de la Creuse.
La province comme la famille doit son nom à la ville de Bourbon-l'Archambault, qui est le berceau de la première maison de Bourbon, maison féodale apparue au Xe siècle.
Le Bourbonnais entre dans la famille royale par le mariage, en 1272, de Béatrice de Bourgogne, fille de Jean de Bourgogne, avec Robert de Clermont, dernier fils de Saint Louis. En 1327, il est érigé en duché-pairie par le roi Charles IV. La position géographique du Bourbonnais, situé entre le domaine royal et le duché d'Aquitaine, intéresse particulièrement le pouvoir royal. Les Bourbons sont de tout temps serviteurs du trône, ils sont des conseils des rois, en exerçant diverses fonctions (chambriers, connétables, régents). Cette alliance constante et fidèle facilite l'essor et la prospérité du Bourbonnais. Déjà dauphins d'Auvergne, les ducs de Bourbon se voient donner en garde le duché d'Auvergne.
En 1531, le duché de Bourbonnais est rattaché à la couronne de France, à la suite de la défection du connétable de France, Charles III de Bourbon. Ce territoire devient alors un gouvernement, puis une généralité, dont Moulins est le siège.
En 1790, le duché de Bourbonnais est remplacé par le département de l'Allier. Il intègre 54 communes auvergnates dont Cusset, Ébreuil et Saint-Pourçain-sur-Sioule, mais perd certains territoires au bénéfice des départements du Cher (Saint-Amand-Montrond et ses environs), du Puy-de-Dôme[réf. nécessaire](Aigueperse), de la Nièvre et de Saône-et-Loire.
Avec la création des régions en 1972, le Bourbonnais est rattaché à la région Auvergne, puis en 2016 à la région Auvergne-Rhône-Alpes.

## Origines

### Avant la création du Bourbonnais

#### Territoires initiaux sous l'antiquité
Au Paléolithique inférieur et moyen (de 1 000 000 à 25 000 ans av. J.C.), la présence de l'homme de Néandertal est avérée sur plusieurs sites (Doyet, Monétay-sur-Allier, Prémilhat, etc.).
Au Paléolithique supérieur, les territoires formaient un un site remarquable ainsi qu'en témoigne la grotte des Fées, située à Châtelperron.
À période gallo-romaine, trois « cités » occupent le territoire concerné : la cité des Arvernes, au sud et à l'est, la cité des Éduens, au nord-est, la cité des Bituriges Cubes, pour la moitié occidentale du département actuel de l'Allier.

#### Débuts du christianisme
Jacques Corrocher cite divers saints qui ont évangélisé les territoires : saint Austremoine, saint Pourçain, saint Front, saint Patrocle, saint Principin, l'évêque irlandais Menulphe (à Saint-Menoux), etc.

#### Les seigneurs de Bourbon
Le premier seigneur connu est Aymar (ou Adhémar), au Xe siècle. Il acquiert le château de Bourbon (aujourd'hui Bourbon-l'Archambault) qui donne son nom à la famille, ou Maison de Bourbon.
La première maison des Bourbon prend fin en 1169 avec la mort d'Archambault de Bourbon.
Il ne laisse qu'une héritière, Mahaut de Bourbon qui devient dame de Bourbon. Elle épouse, en secondes noces, Guy II de Dampierre, qui relève alors le nom de « Bourbon », ajoutant Montluçon aux possessions des seigneurs de Bourbon, étendues vers les rives du Cher au cours des XIe et XIIe siècles.
La seconde maison de Bourbon commence en 1216 avec Archambault VIII, fils de Guy II de Dampierre et de Mahaut de Bourbon et s'achève avec Archambault IX, leur petit-fils, qui meurt à Chypre en 1249 au cours de la septième croisade.
En 1272, Béatrice de Bourgogne (1257-1310), dame de Bourbon et petite fille d'Archambault IX, épouse Robert de France (1256-1317), comte de Clermont-en-Beauvaisis, dernier fils du roi Louis IX (Saint Louis). C'est le début de la grande maison de Bourbon (la troisième) qui donnera les rois de France à partir d'Henri de Bourbon, roi de Navarre (Henri IV), et jusqu'à Charles X.

## Ducs de Bourbon

### Une maison au service des rois de France
Louis Ier (1280-1342), dit « le boiteux », fils de Robert de Clermont, est le premier duc de Bourbon.
Il soutient fidèlement les rois de France qui succèdent à Philippe le Bel face aux autres prétendants. Son petit-fils Louis II (1337-1410), dit « le bon duc », participe à la régence du royaume pendant la minorité de son neveu le roi  Charles VI et demeure par la suite un de ses conseillers très écoutés.
La maison paie un lourd tribut à la guerre de Cent Ans.
Pierre Ier (1311-1356), fils de Louis Ier, meurt à la bataille de Poitiers (1356).
Jean Ier (1381-1434), petit-fils de Pierre Ier, est fait prisonnier à la bataille d'Azincourt et meurt à Londres.
De plus, pendant la guerre civile entre Armagnacs et Bourguignons, puis lorsque la Bourgogne s’allie avec l'Angleterre, le duché voit un certain nombre de ses châteaux et seigneuries pris par les Bourguignons, qui ne les rendront qu’en 1435, alors qu’ils s’allient avec le roi de France en contrepartie de lourdes concessions françaises au traité d’Arras.
Elle parvient au faîte de sa puissance avec le rétablissement de Charles VII sur le trône de France et la victoire sur les Anglais.
Jean II (1426-1488) est connétable de France tandis que son frère Charles II (1434-1488) est cardinal et archevêque de Lyon et que son demi-frère   est amiral de France.
À la mort de Louis XI en 1483, c'est encore un frère de Jean II, Pierre II (1438-1503), sire de Beaujeu, et sa femme Anne de France qui, en qualité de régents, dirigent le royaume de France durant la minorité du roi Charles VIII, frère d'Anne.
La branche cadette fondée par Louis Ier de Montpensier s'illustre dans l'armée royale avec Gilbert, vice-roi de Naples et Charles III, connétable de France.

### Incorporation des fiefs couvrant le Massif central

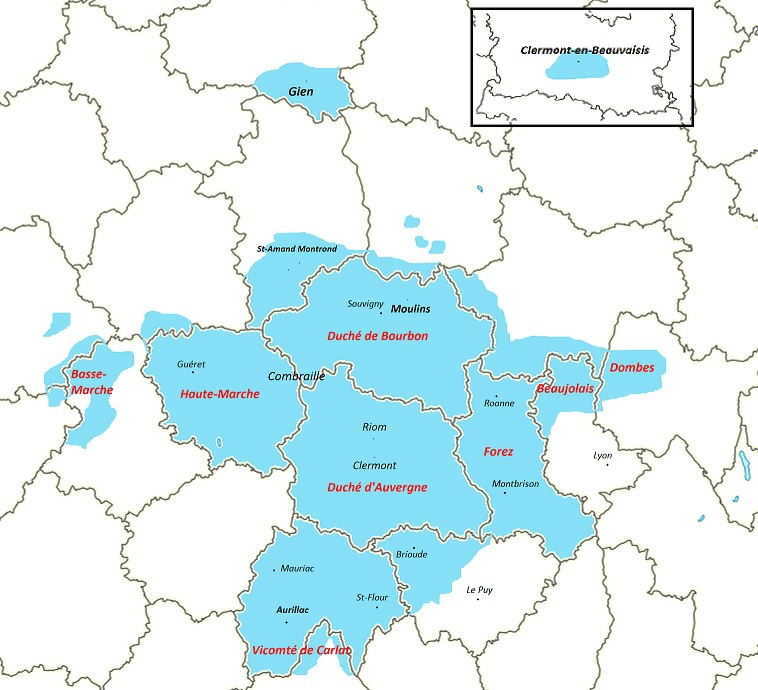
Duchés de Bourbon et Auvergne sous Charles III de Bourbon avant l'annexion de 1531 par.

Louis Ier (1280-1342) échange le comté de Clermont (Clermont-en-Beauvaisis) pour prendre possession de la  Marche.
Louis II (1337-1410), dit « le bon duc », son petit-fils, étend ses possessions en regroupant, autour du Bourbonnais :
- le Beaujolais obtenu du roi ;
- le dauphiné d'Auvergne et le Forez par son mariage en 1371 avec Anne Dauphine d'Auvergne (1358-1417)[3] ;
- le duché d'Auvergne grâce au mariage en 1400 de son fils Jean Ier (1381-1434) avec Marie de Berry (1367-1434).

À la mort de Pierre II en 1503 et en l'absence d'un héritier mâle, le duché d'Auvergne est censé revenir à la couronne comme l'avait accepté le duc Louis II. Mais Anne de France, femme de Pierre II et fille du roi Louis XI, a obtenu une dérogation de ce dernier. Sa fille Suzanne de Bourbon, duchesse de Bourbonnais et d'Auvergne (1503), comtesse de Clermont-en-Beauvaisis, de la Marche, de Forez et de Gien, princesses des Dombes, épouse à Moulins, en 1505, son cousin Charles de Bourbon Montpensier qui devient Charles III (1490-1527) dit « le connétable de Bourbon ».
Cependant, la principauté a acquis une telle ampleur qu'elle suscite les convoitises, à un moment où la monarchie est en passe d'imposer son autorité exclusive sur l'ensemble du royaume et saisit les occasions favorables pour réintégrer les fiefs donnés naguère en apanage.
Le 18 mars 1520, la Coutume de Bourbonnais, rédaction des dispositions du droit coutumier en usage dans le duché, est adoptée par les trois États du duché, réunis au château de Moulins.

## Succession du duché de Bourbon

La Généralité de Moulins, circonscription administrative du centre de la France, qui comprend outre le Bourbonnais aussi les provinces de la Haute-Marche et du Nivernais.

La monarchie a consenti à plusieurs reprises que les Bourbons conservent leurs apanages malgré des défauts d'héritiers. Jean II de Bourbon, mort sans enfants, a ainsi transmis l'intégralité de ses biens à ses deux frères Charles puis Pierre. Ce dernier a également obtenu de la monarchie le droit de transmettre ses biens à sa fille Suzanne. Dans les premières années du XVIe siècle, une nouvelle série de conventions entre les différentes branches de la maison et la couronne fait de Suzanne et de son mari Charles de Montpensier, futur connétable de France, les héritiers de l'ensemble des biens de la maison. Charles est, dès la mort de Pierre II de Bourbon, désigné comme cohéritier de sa femme et peut donc succéder à cette dernière si par hasard elle vient à mourir sans postérité. Suzanne ajoute une précaution supplémentaire en le désignant explicitement comme légataire universel dans son testament.
Dès la mort de Suzanne, en 1521, la succession est pourtant contestée. Deux questions se posent concernant la transmissibilité.
Les conventions passées entre les Bourbons-Beaujeu, les Bourbons-Montpensier et la couronne, sous Louis XII, vont-elles être respectées par son successeur François Ier ? Il convient d'autre part d'établir la distinction entre les terres données à l'origine en apanage aux ducs (Auvergne, Marche), transmissibles uniquement à un héritier mâle direct, et celles qui forment leur patrimoine personnel (Bourbonnais, Beaujolais, Forez), transmissibles à tout héritier. À cela s'ajoute le problème de déterminer l'héritier.
La mère du roi, Louise de Savoie, qui est petite-fille d'un duc de Bourbonnais, (Jean 1er de Bourbon), intente en effet au connétable un procès devant le parlement de Paris pour être désignée comme héritière des biens de la maison de Bourbon, en qualité de plus proche parente de la défunte. Et, dès lors, le roi poursuit en vexations multiples le connétable.
C'est finalement la défection du connétable qui entraîne la liquidation de tous les biens des Bourbons, apanages et patrimoine : Charles de Bourbon est déchu de ses titres pour trahison et lèse-majesté.
Seul le comté de Montpensier est rendu à sa sœur, Louise de Montpensier en 1539 après avoir été érigé en duché. Les ducs de Montpensier sont au service de la royauté jusqu'en 1608 et la maison ducale perdure par les femmes jusqu'en 1693, année au cours de laquelle meurt la Grande Mademoiselle.

## Blasons et armoiries
Les premiers seigneurs de Bourbon à porter des armoiries sont ceux de la famille de Dampierre qui blasonnent d'or au lion de gueules accompagné de huit coquilles d'azur.
Les armoiries actuelles du Bourbonnais sont celles de Robert, comte de Clermont et dernier fils de Saint-Louis, qui a brisé les lys de France en ajoutant une bande de gueules. Son fils devenu duc de Bourbonnais conserve le blason paternel qui devient ainsi celui du duché de Bourbon.
À la fin du XIVe siècle, le roi de France Charles V simplifie ses armes et remplace le semé de fleurs de lys par trois fleurs de lys, symbolisant la Sainte Trinité. Plusieurs princes du sang, dont Jean Ier suivent l'exemple, donnant ainsi les armoiries définitives du Bourbonnais.

Armoiries anciennes : d'or au lion de gueules accompagné de huit coquilles d'azur
Armoiries anciennes : d'azur semé de fleurs de lys d'or et à la bande de gueules (choisi comme actuel blason du département de l'Allier)
Armoiries modernes : d'azur aux trois fleurs de lys d'or et à la bande de gueules
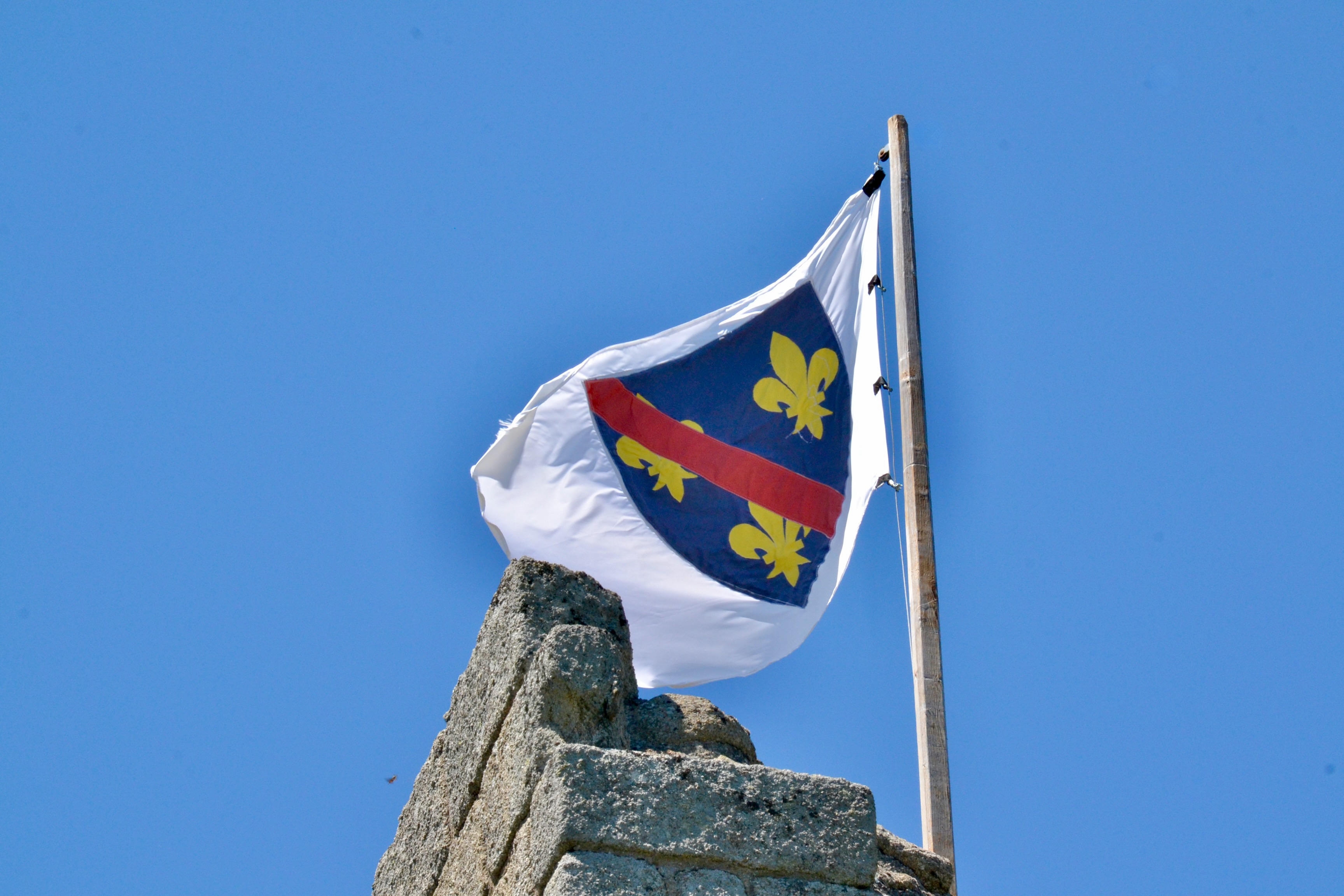
Un drapeau contemporain aux armes de Bourbon flottant sur la tour de Sermur (Creuse)

## Les ordres de la chevalerie bourbonnaise
La fin du XIVe siècle vit l'apparition, dans les cours royales, ducales voire seigneuriales, d'ordres de chevalerie reflétant l'idéal chevaleresque de l'époque.
Ainsi, les ducs de Bourbon instituèrent :
- L'ordre de l'Écu d'or, fondé par Louis II de Bourbon, vers 1367, pour rivaliser avec les ordres royaux de France mais qui perdit de son luste à la mort de son fondateur[7] ;
- L'ordre de Notre-Dame du Chardon, créé par Louis II en janvier 1370, à l'occasion de son mariage avec Anne Dauphine d'Auvergne ;
- L'ordre du Fer d'or et du Fer d'argent, intitué en l'église Notre-Dame de Paris par Jean Ier, le 1er janvier 1415[8], et qui disparut avec son fondateur en 1434[9].

## Langues

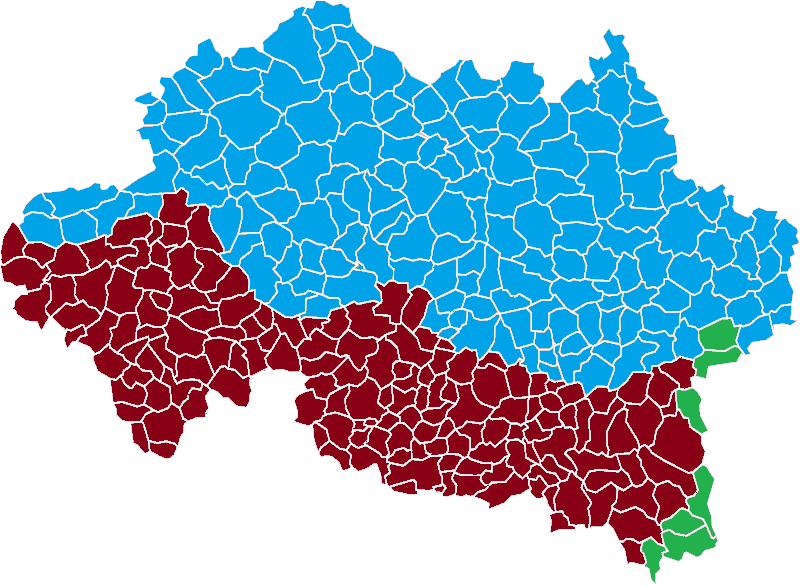
Carte linguistique du Bourbonnais selon l' « Atlas sonore des langues régionales de France » (CNRS, 2022). En bleu, le bourbonnais d'oïl. En rouge sombre : le bourbonnais du Croissant. En vert, les quelques communes de langue francoprovençale.

La région du Bourbonnais est traditionnellement partagée en différents parlers bourbonnais. S'y rejoignent et se mélangent les domaines linguistiques romans de France,.
Longtemps la population de l'Allier n'a pas parlé le français standard, mais une des langues bourbonnaises locales suivantes :
- bourbonnais d'oïl, variante locale du berrichon (lui-même langue d'oïl)[12],[13], à partir d'une ligne Hérisson / Saint-Pourçain-sur-Sioule / Lapalisse[14] ;
- Le Croissant[15],[16],[17] : zone de transition linguistique où les parlers occitans et d'oïl se rejoignent et se mélangent[18],[19],[20],[21]. Cette même zone est à diviser en deux avec une partie occidentale autour de Montluçon qui appartient au dialecte marchois[22] tandis qu'une partie orientale autour de Vichy utilise le parler à proprement parler du bourbonnais méridional.
- Le francoprovençal est parlé dans quelques communes de l'est de la Montagne bourbonnaise (ex. Laprugne, Lavoine, Saint-Nicolas-des-Biefs, Saint-Pierre-Laval)[23],[24].